# Las-Ruda
Las-Ruda (dawn. Ruda-Las) – część miasta Puławy w Polsce położona w województwie lubelskim, w powiecie puławskim. Leży w północno-wschodniej części miasta, na zachód od głównej linii kolejowej, wzdłuż alei Partyzantów.

## Historia
Ruda to kolonia i samodzielna miejscowość. W latach 1867–1950 należała do gminy Końskowola w powiecie nowoaleksandryjskim / puławskim, początkowo w guberni lubelskiej, a od 1919 w woj. lubelskim. Tam 14 października 1933 weszła w skład gromady o nazwie Rudy-Kolonja w gminie Końskowola, składającej się z kolonii Ruda Las i kolonii Ruda Czechowska.
17 listopada 1933 część wsi Ruda na zachód od torów kolejowych (a więc główne skupisko ludności) z częścią lasu (łącznie 59,36 ha) włączono do Puław. Pozostałą część wsi (część leśną) zintegrowano z gromadą Młynki; las ten włączono do Puław dopiero 1 stycznia 1951.